# ロシア鉄道EP2D形電車
EP2D形（ロシア語: ЭП2Д）は、ロシア鉄道（ОАО «Российские железные дороги»）および中央郊外旅客会社（ЦППК, Центральная пригородная пассажирская компания）が2016年から導入している直流電化区間用電車（エレクトリーチカ）である。この項目では関連する他形式についても記す。

## 概要
ロシア連邦各地で通勤・近郊電車（エレクトリーチカ）を運行する中央郊外旅客会社からの要望を受け、2011年から製造されていたED4M形500番台を基に設計された電車。2015年12月に最初の編成が公開された。
安全面や経済性に重点を置いた設計になっており、新たに設計された前面部にはクラッシャブルゾーンが設置してある他、座席の下には緊急時の避難用に用いる折り畳み式の梯子が収納されている。また静止型コンバータの採用により騒音が大幅に抑制され、走行時の消費電力も従来の車両に比べ20％削減されている。
車内も空調ケーシングを内部に設置した事で冷房や暖房がより効きやすくなった他、大きな手荷物を収納できる荷物棚、低床式プラットホームに対応した車椅子リフトの設置、車椅子対応トイレの増設など乗客の利便性やバリアフリーを重視した内装に改良されている。車内照明にはLEDライトを採用している。
編成は4両～11両を基本としているが、需要に応じて制御電動車（Мг）を用い2・3両編成での運用も可能である。
なお、車両デザインも含めEP2D形の設計・製造は為替レートや禁輸措置などの影響を避けるため全てロシア国内で賄う事を目標としており、最初の編成の段階で部品の90％以上がロシアの国産品となっている。

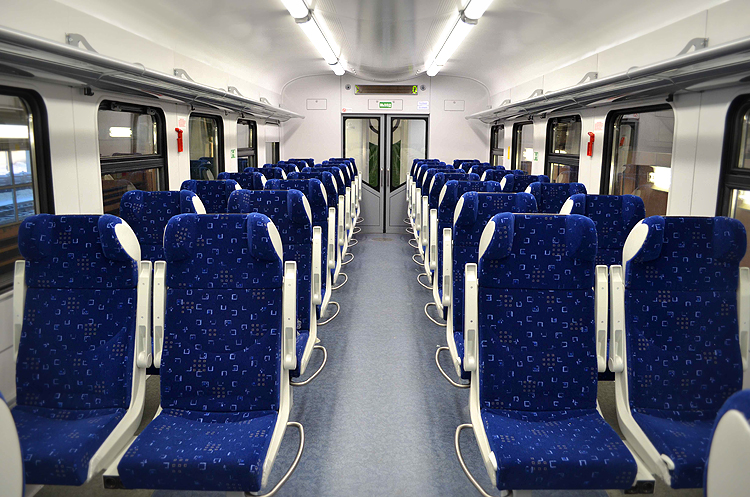
2＋2人掛け座席配置
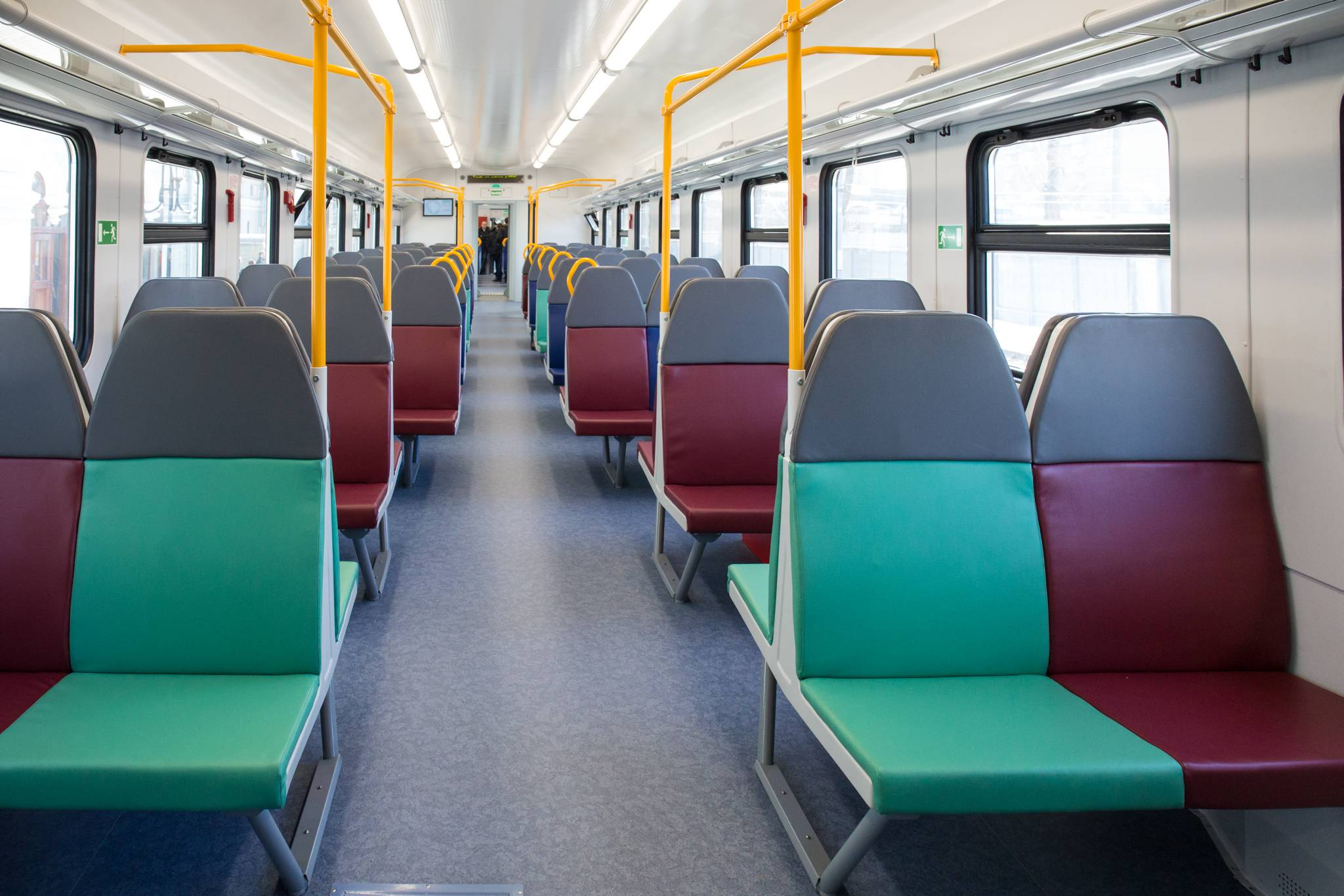
2＋2人・3人＋3人掛け座席配置
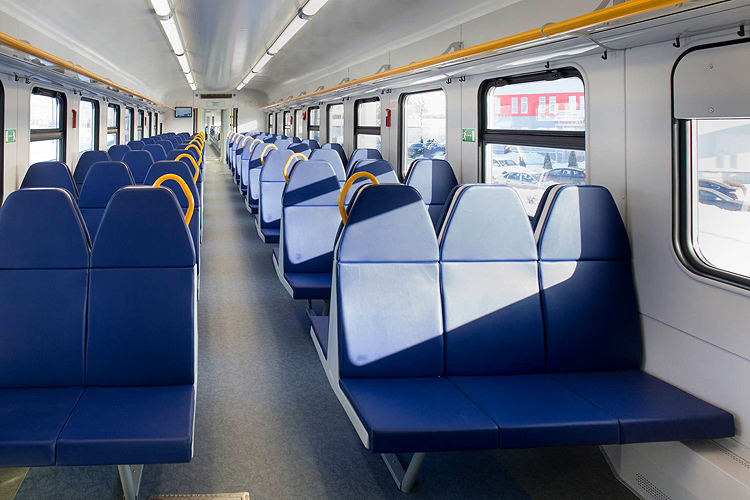
3人＋3人掛け座席配置
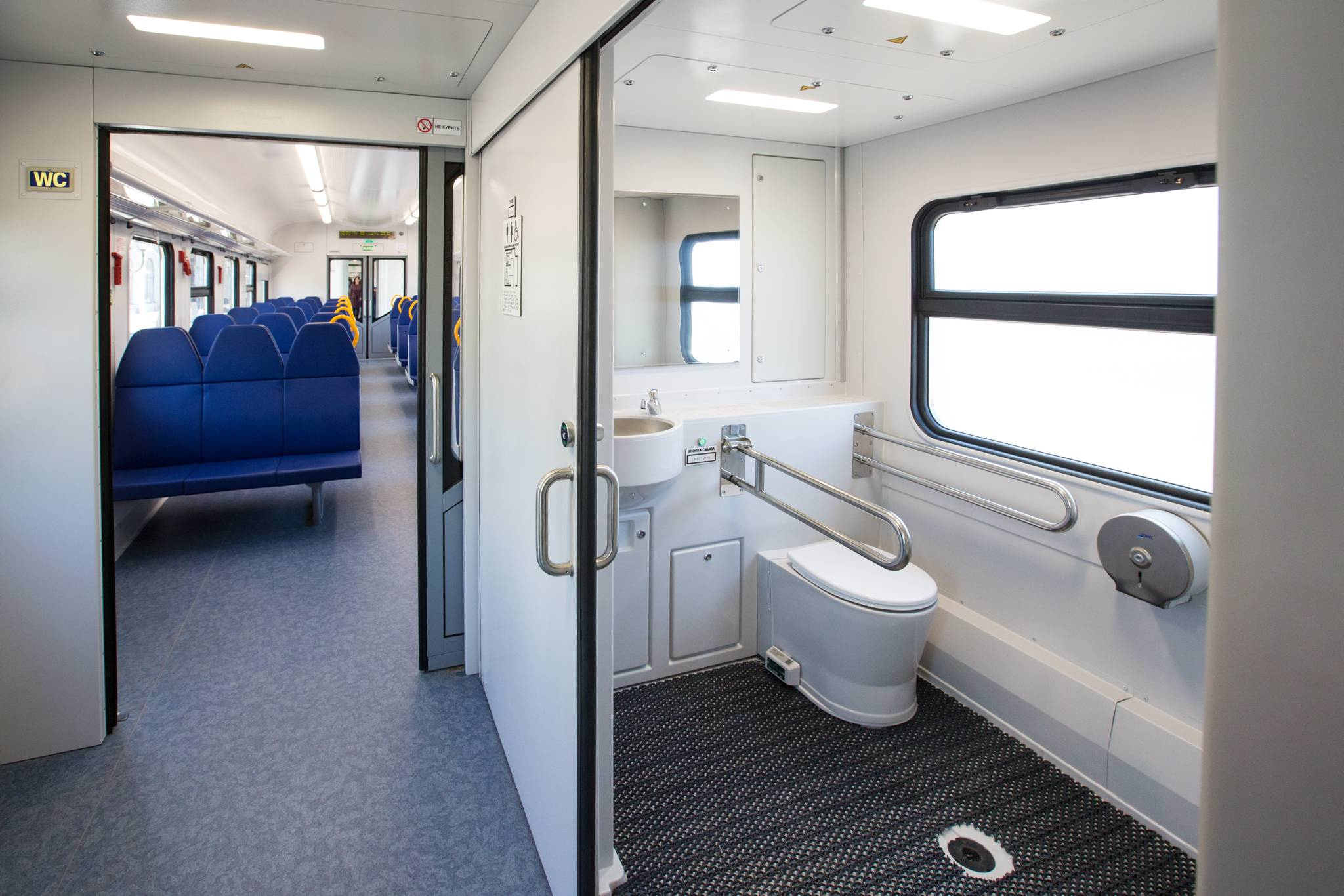
車椅子対応トイレ
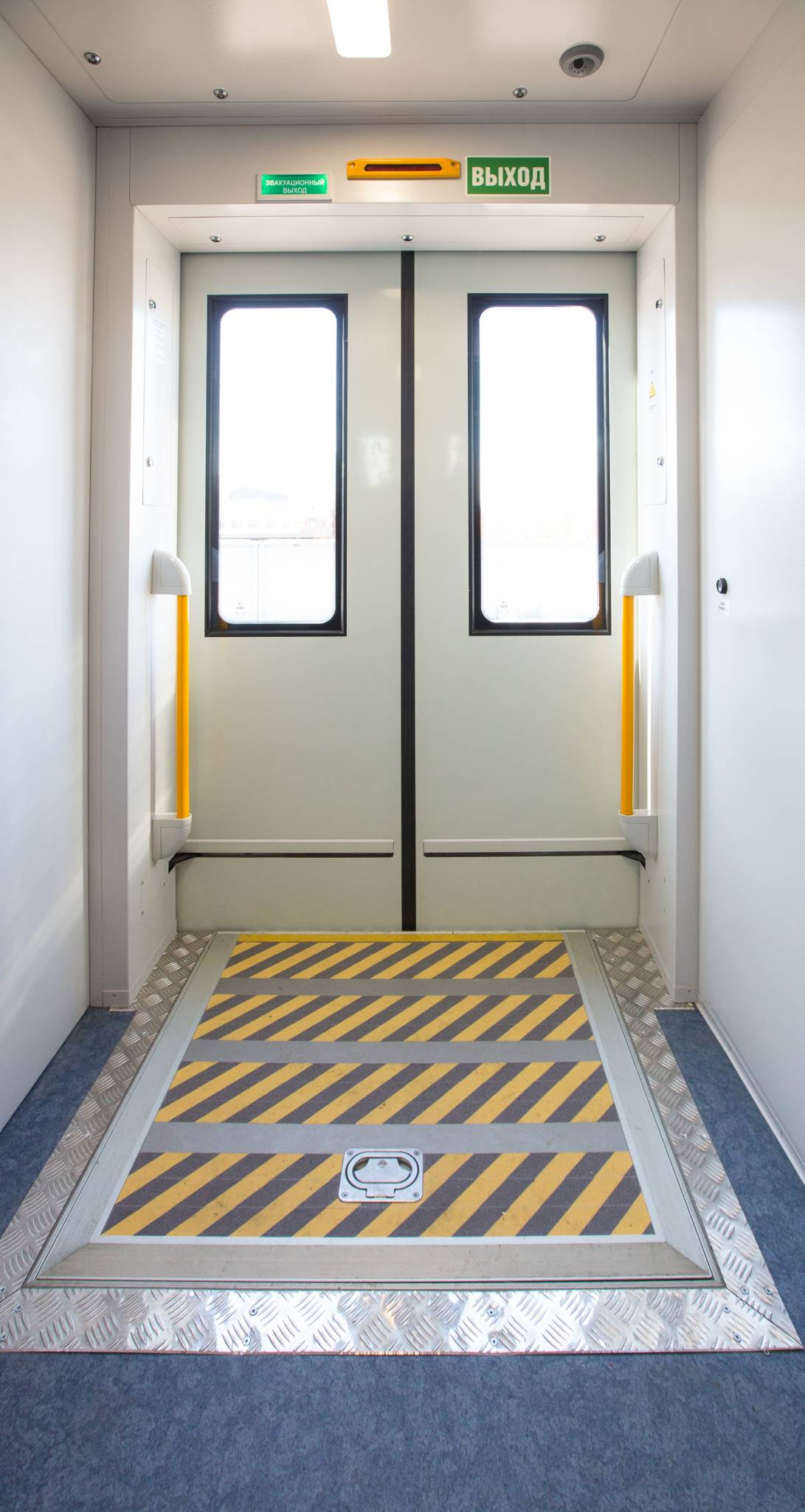
扉周辺（高床式プラットホーム対応）
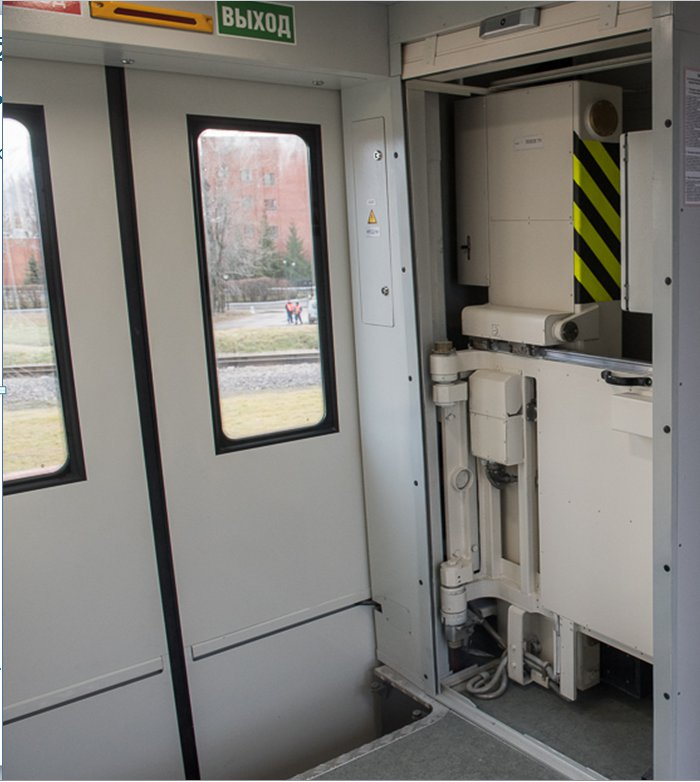
扉部には車椅子リフトも設置されている

### 形式
形式名の「EP2D」（ЭП2Д）は、「デミホヴォ機械製造工場（Д）で設計された第2世代の通勤（П）電車（Э）」と言う意味である。また、これとは別に62-377と言う形式番号が与えられている他、車種によって以下の形式番号が付けられている。
- 62-378 - 電動制御車(Мг)。日本国有鉄道における電車の形式称号で言う「クモハ」に該当する。
- 62-379 - 電動車(Мп)。「モハ」に該当。
- 62-380 - 制御車(Пг)。「クハ」に該当。
- 62-381 - 付随車(Пп)。「サハ」に該当。

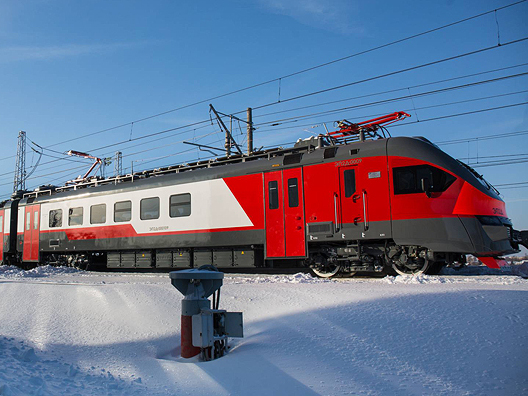
制御電動車(Мг)（第1編成）
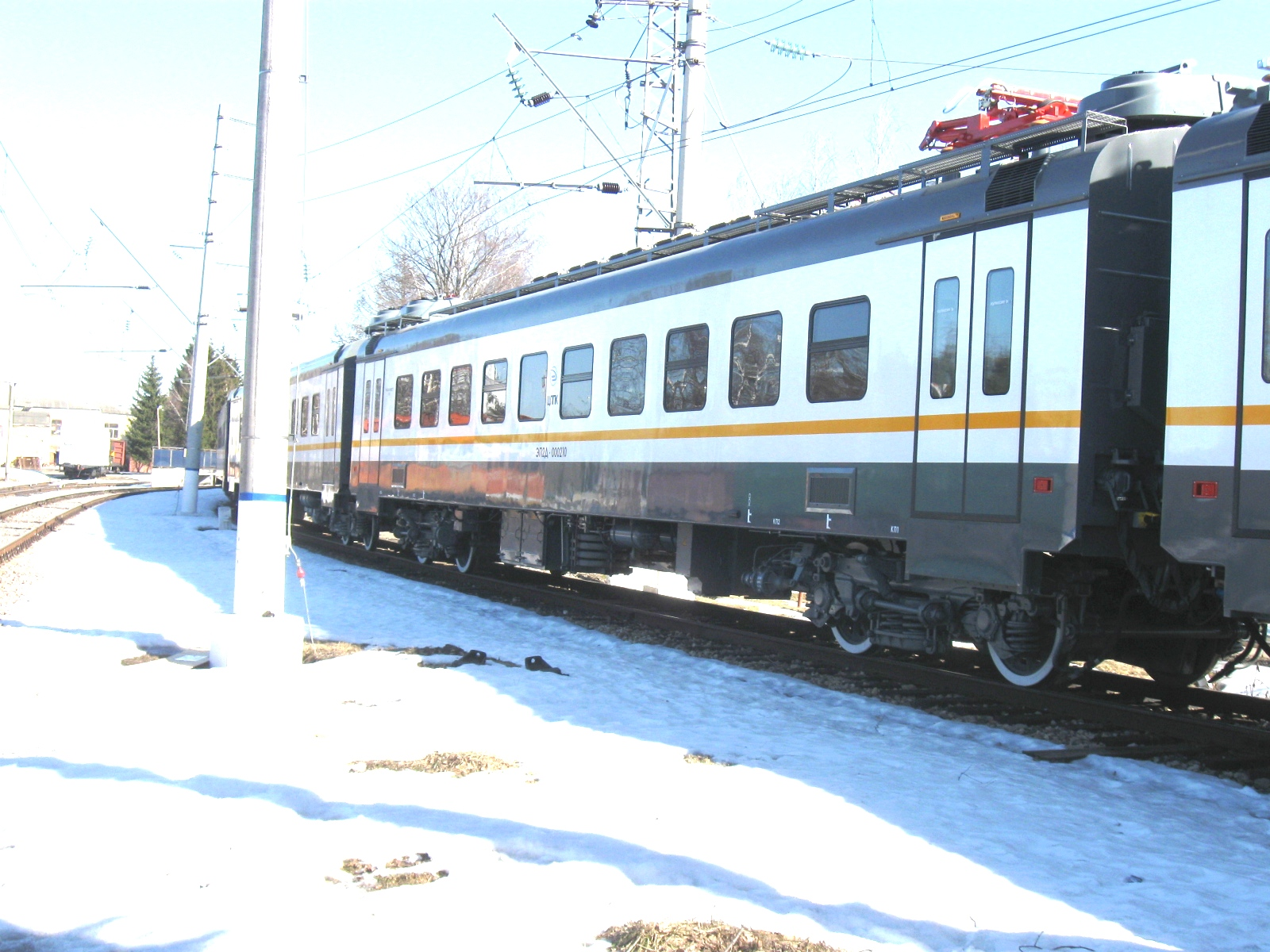
中間電動車(Мп)（第2編成）
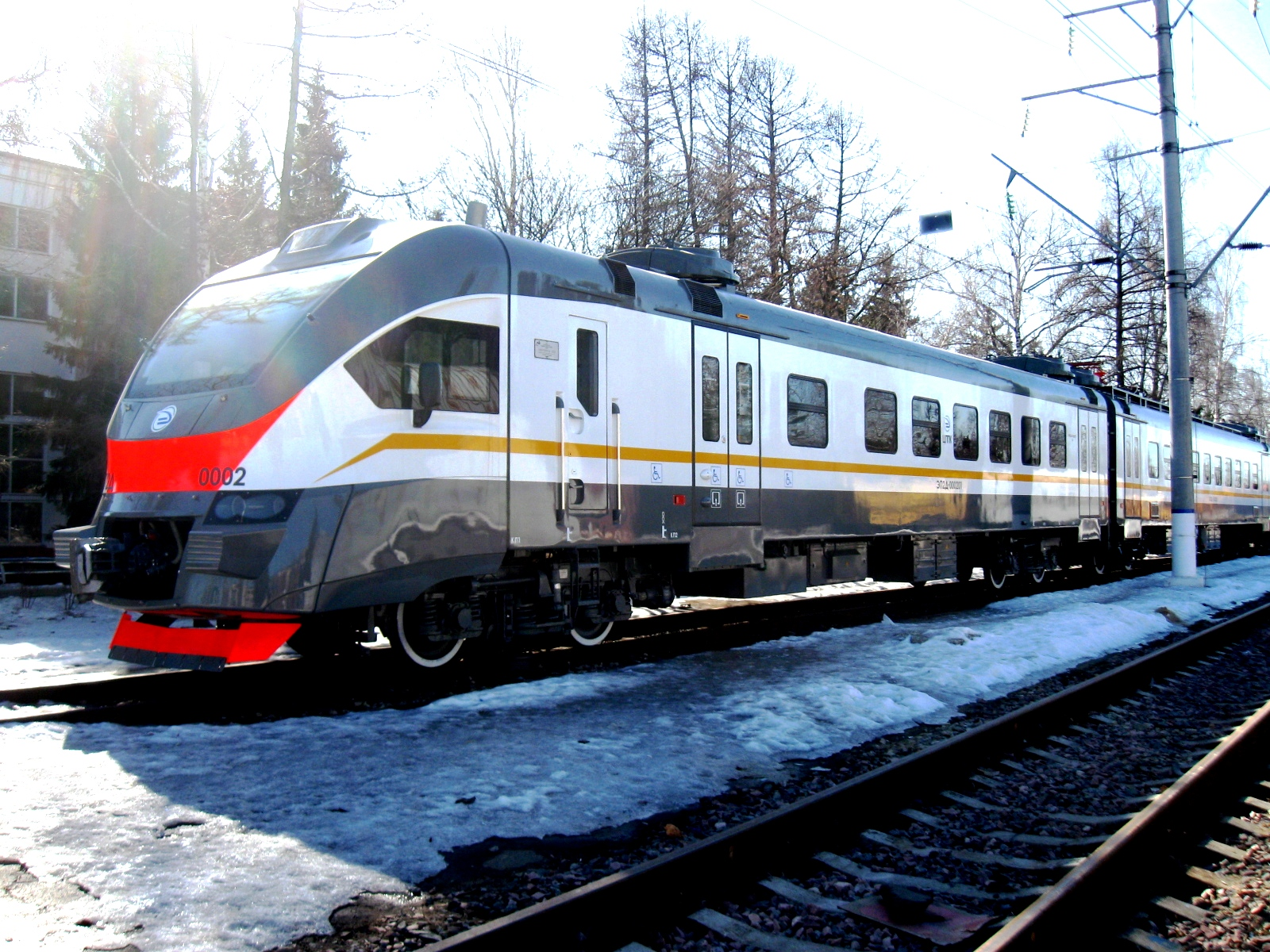
制御車(Пг)（第2編成）
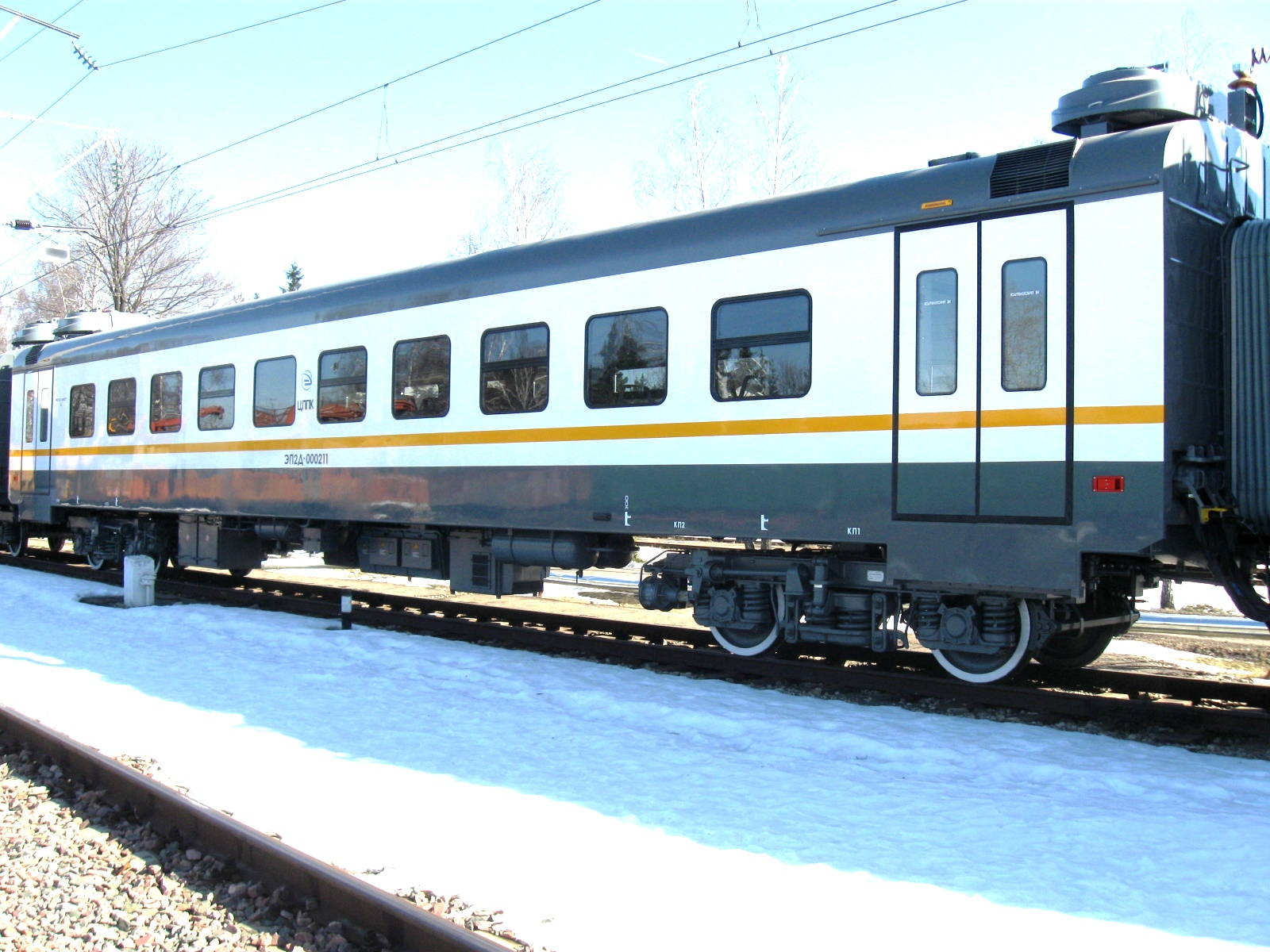
付随車(Пп)（第2編成）

## 運用
2016年3月10日から営業運転を開始し、2018年7月現在49編成が製造されている。
最初に登場した試作車（第1編成）は4両編成で低床式プラットホームにも対応し、塗装も赤や灰色を基調としたロシア鉄道標準塗装で登場したが、2016年から製造されている量産車（第2編成以降）は11両編成で高床式プラットホームにのみ対応しており、中央郊外旅客会社の標準塗装を纏っている。なお、試作車は2017年にロシア環境年に合わせた塗装に変更された後、2両編成に短縮した上でアルメニアの南カフカース鉄道に移籍し、2018年3月16日からエレバン - ギュムリ間の急行列車で使用されている。

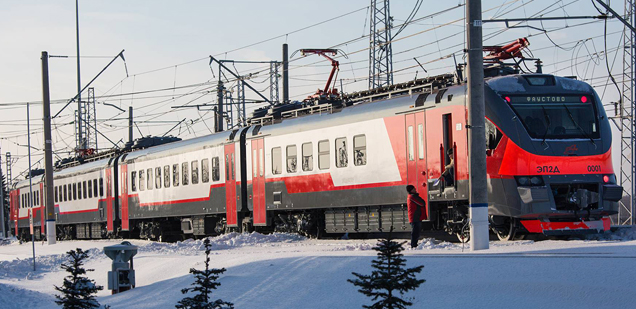
試作車（第1編成、登場時）
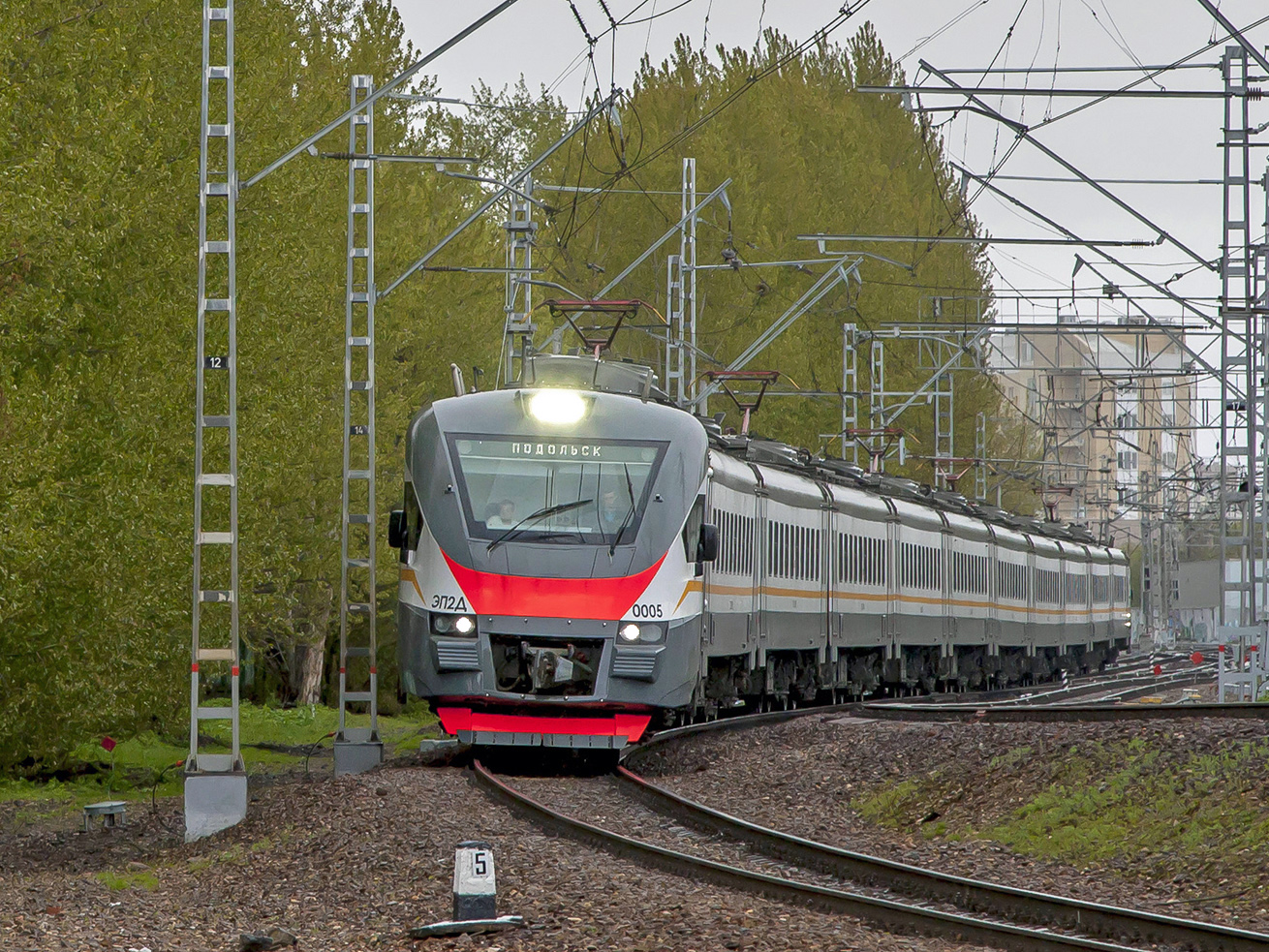
量産車（第5編成）

## 関連形式

### EP2DM形（ЭП2ДМ）

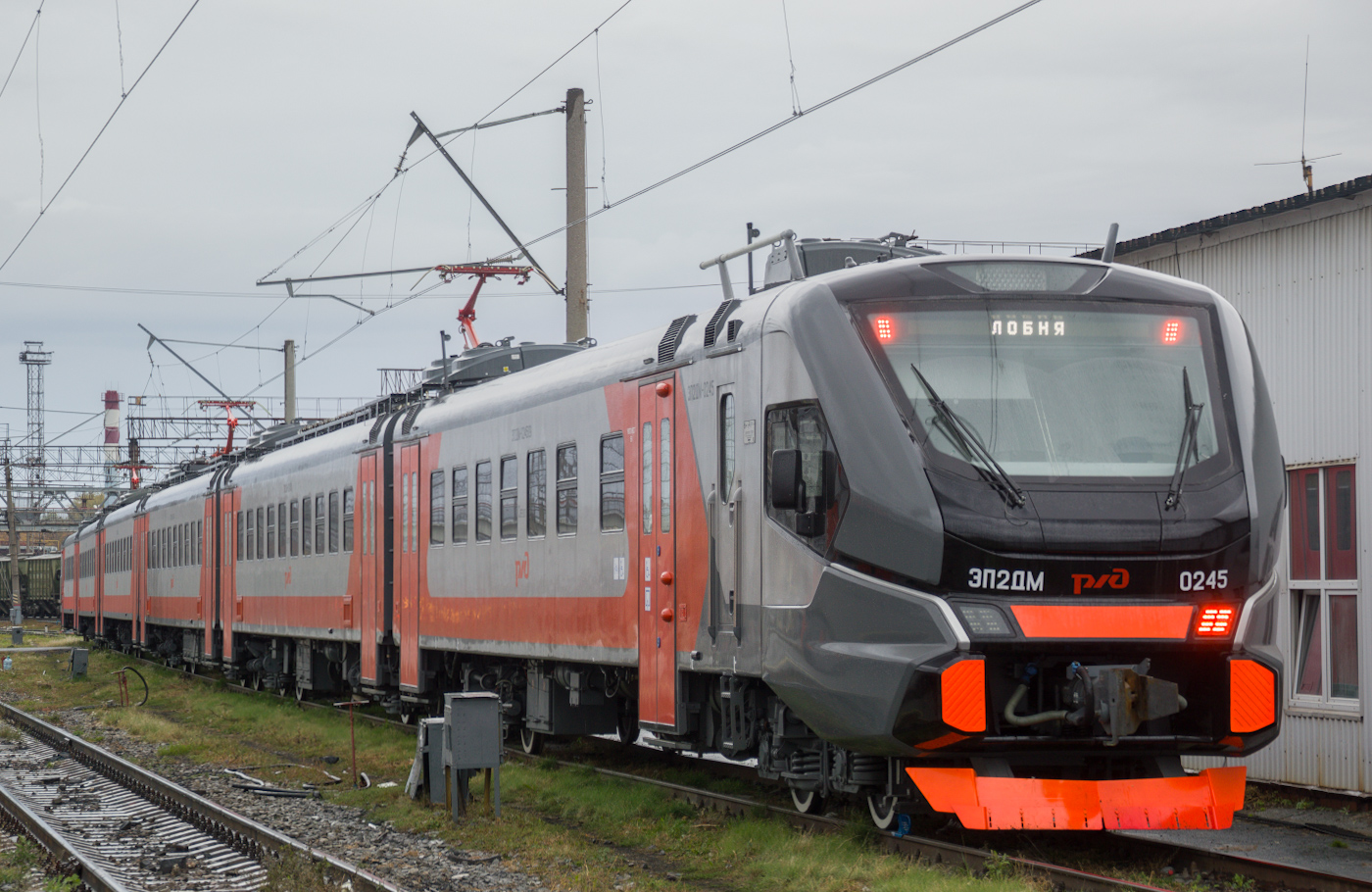
EP2DM（スヴェルドロフスク鉄道）
（2023年撮影）

2022年に開発が発表された、EP2D形の発展形式。国立研究開発法人デザイン・イノベーション機構「2050.LAB」（Национальным центром промышленного дизайна и инноваций «2050.ЛАБ»）を始めとした80の事業者の協力を受けて開発が行われており、前面形状の変更、快適性の向上を目的としたシートピッチ（座席前後間の間隔）の拡大、バリアフリー対応設備の増強といった改良が施されている。電気機器についてはトランスマッシュホールディングが開発したモジュール構造のものが採用されている。これらの機器を含め、EP2DMは全部品がロシア国内で生産されたものである。
2023年9月からモスクワ中央径線のMCD-4号線（МЦД-4）で最初の営業運転が開始されている他、10月からはスヴェルドロフスク鉄道（Свердловская железная дорога）にも投入されている。

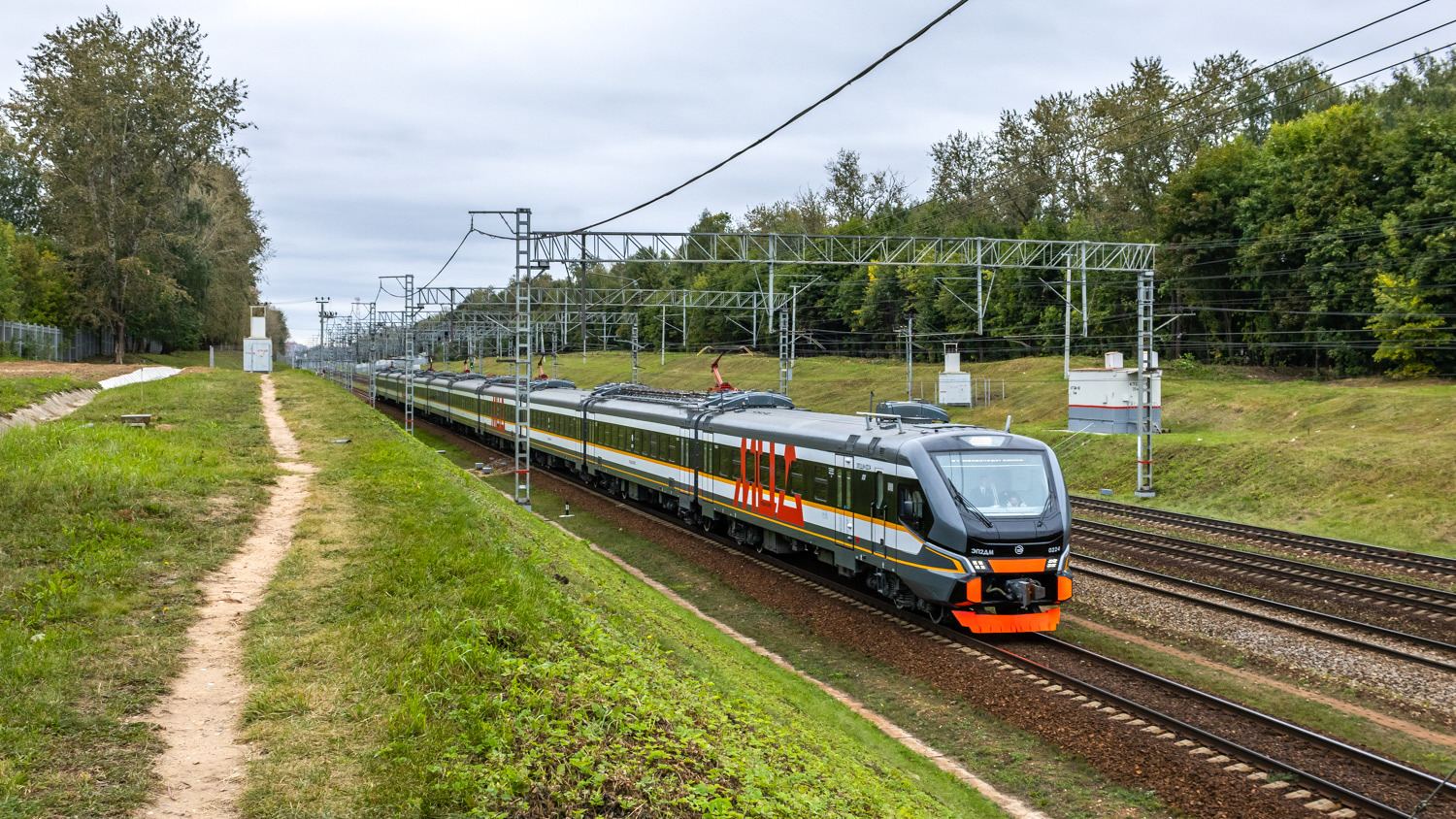
EP2DM（モスクワ中央径線） （2023年撮影）

### DP2D形（ДП2Д）
非電化区間の通勤輸送用に開発された、最高速度120 km/hのプッシュプル列車。連結運転に備えた各種装備を搭載したディーゼル機関車（TEP70BS形）と、EP2DM形と同型の客車および制御車によって編成が構成されており、ディーゼル機関車を除いた6両編成時の定員は636人＋車椅子スペース2人分である。2025年から製造が実施されており、試運転を経て同年中に営業運転に関する認証を得る予定である。

### EP3D形（ЭП3Д）
2016年から製造が行われている交流電化区間用電車。車体や機器、電子回路など多くの要素がEP2D形と統一されている。

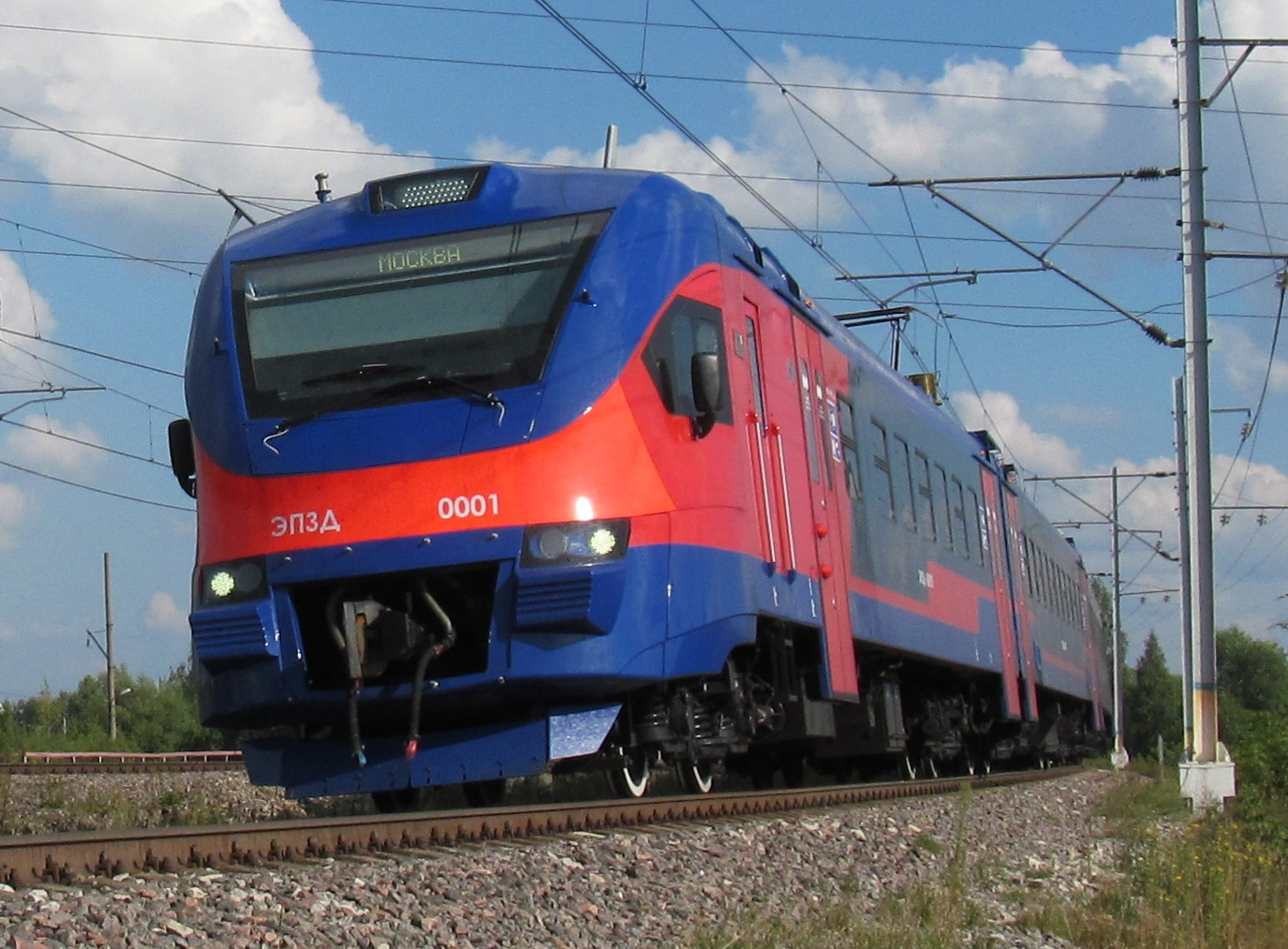
EP3D形